# Hussards de la Montagne
Les Hussards de la Montagne est un corps de hussards constitué pendant la Révolution française.

## Création et différentes dénominations
- 6 novembre 1793 : Le corps est créé pour l'armée des Pyrénées orientales.
- février 1794 : Le corps est réuni au 12e Régiment de Hussards.
- 1803 : Le 12e Régiment de Hussards devient le 30e Régiment de Dragons

## Uniforme
flamme du bonnet : rouge

collet : brun

dolman : brun

pelisse : brun

parement : brun

tresse : blanc

culotte : brun

Même après leur union aux 12e Régiment de Hussards, ils conserveront cet uniforme jusqu'en 1796.

## Source
Les Hussards français, Tome 1, De l'Ancien Régime à l'Empire, Histoire & Collections